# U.S. Route 199
La U.S. Route 199 o Ruta Federal 199 (abreviada US 199) es una autopista federal ubicada en los estados de California y Oregón. La autopista inicia en el Sur desde la US 101     cerca de Crescent City, California hacia el Norte en la I 5  , OR 99   en Grants Pass, Oregón. La autopista tiene una longitud de 128,8 km (80.05 mi).

## Mantenimiento
Al igual que las carreteras estatales, las carreteras interestatales, y el resto de rutas federales, la U.S. Route 199 es administrada y mantenida por el Departamento de Transporte de California en California, y el Departamento de Transporte de Oregón en la sección de Oregón.

## Cruces
| Estado | Condado   | Localidad                                                | Miliario Milepoint | Destinos                                                                  | Notas                                                 |
| --- | --------- | -------------------------------------------------------- | ------------------ | ------------------------------------------------------------------------- | ----------------------------------------------------- |
| California | Del Norte |                                                          | T0.51              | US 101 sur – Crescent City                                                | Salida Sur y entrada Norte                            |
| California | Del Norte | Extremo norte de la autopista                            |                    |                                                                           |                                                       |
| California | Del Norte | A US 101 norte (Costa de Oregón) / Elk Valley Cross Road |                    |                                                                           |                                                       |
| California | Del Norte | Kings Valley Road, Parkway Drive (CR D2)                 |                    |                                                                           |                                                       |
| California | Del Norte |                                                          | 4.37               | SR 197 (North Bank Road) – Smith River                                    |                                                       |
| California | Del Norte | Gasquet                                                  | T14.64             | Gasquet Flat Road                                                         |                                                       |
| California | Del Norte | Patrick Creek                                            | R22.07             | Patricks Creek Road                                                       |                                                       |
| California | Del Norte |                                                          | 33.52              | Túnel Collier bajo el Hazel View Summit                                   | Túnel Collier bajo el Hazel View Summit               |
| California | Del Norte |                                                          | 36.41              | Frontera de California–Oregón                                             | Frontera de California–Oregón                         |
| Oregón | Josephine |                                                          | 41.69              | Frontera de California–Oregón                                             | Frontera de California–Oregón                         |
| Oregón | Josephine | Cave Junction                                            | 28.95              | OR 46 – Oregon Caves National Monument                                    |                                                       |
| Oregón | Josephine |                                                          | 8.79- 7.67         | Old Redwood Highway a Fish Hatchery Road – Wilderville, Murphy            |                                                       |
| Oregón | Josephine |                                                          | 7.09               | Riverbanks Road (OR 260) – Robertson Bridge, Merlin, Griffin Park         |                                                       |
| Oregón | Josephine | Grants Pass                                              | 0.20- 0.05         | OR 238 – Murphy, Jacksonville                                             |                                                       |
| Oregón | Josephine | Grants Pass                                              | 0.35- 0.01         | OR 99 sur (Rogue River Highway ) a I 5 (Redwood Spur) – Portland, Medford | Extremo sur de la OR 99                               |
| Oregón | Josephine | Grants Pass                                              | -0.87              | A I 5 / F Street                                                          | Antiguo Ramal Redwood                                 |
| Oregón | Josephine | Grants Pass                                              | -0.94              | E Street                                                                  | Antigua Rogue River Loop Highway (Ruta de Oregón 260) |
| Oregón | Josephine | Grants Pass                                              | -2.63              | Scoville Road                                                             | Interchange; Salida Norte y entrada Sur               |
| Oregón | Josephine | Grants Pass                                              | -2.74              | I 5 OR 99 norte – Portland, Medford                                       | Interchange; Extremo norte de la OR 99                |
| 1.000 mi = 1.609 km; 1.000 km = 0.621 mi Cerrada/Antigua • Terminal concurrente • Acceso incompleto • Propuesta/Sin abrir |           |                                                          |                    |                                                                           |                                                       |

### Ramal Redwood (Grants Pass Parkway)
Todas las intersecciones están dentro de Grants Pass, Condado de Josephine.
| Miliario | Destinatinos                                                        | Notas                                   |
| --- | ------------------------------------------------------------------- | --------------------------------------- |
| -0.69 | US 199 sur (Rogue Community College) – Cave Junction, Crescent City | Cruce del ramal con la línea principal  |
| -0.64 | OR 238 – Murphy, Jacksonville                                       |                                         |
| -0.55 | OR 99 sur – Rogue River                                             | No giro en sentido sur de la OR 99      |
| -0.48 | OR 99 norte (US 199 norte)                                          | No giro en sentido norte de la OR 99    |
| -0.03 | Parkdale Drive, Park Street – Rogue River, Grants Pass City Center  |                                         |
| 0.24 | M Street – Grants Pass City Center, Old Town                        |                                         |
| 0.86 | F Street – Grants Pass City Center, Old Town                        | Antiguo Ramal Redwood                   |
| 1.99 | I 5 – Portland, Medford                                             | Interchange; Salida Norte y entrada Sur |
| 1.000 mi = 1.609 km; 1.000 km = 0.621 mi Cerrada/Antigua • Terminal concurrente • Acceso incompleto • Propuesta/Sin abrir |                                                                     |                                         |